# پروالیوکا
پروالیوکا (به لاتین: Perevalivka). روستایی در شهرداری سوداک جمهوری خودمختار کریمه است، قلمرویی که توسط اکثریت کشورها به عنوان بخشی از اوکراین به رسمیت شناخته شده و توسط روسیه به عنوان جمهوری کریمه ضمیمه شده است.پیش از این، این شهرک به عنوان روستای ال بوزلو (تاتار کریمه: ال بوزلو) شناخته می‌شد. پس از تبعید اجباری تاتارهای کریمه در سال ۱۹۴۴، هیئت رئیسه شورای عالی SFSR روسیه در ۱۸ مه ۱۹۴۸ فرمانی را منتشر کرد که این شهرک را همراه با بسیاری دیگر در سراسر کریمه از نام تاتارهای کریمه به انواع فعلی خود تغییر نام داد.Perevalivka در ساحل جنوبی کریمه در کوه‌های کریمه در ارتفاع ۳۸۷ متر (۱٬۲۷۰ فوت) واقع شده است. جمعیت ان ۶۸۷ در سرشماری سال ۲۰۰۱ اوکراین بود. جمعیت فعلی: ۷۷۶ (سرشماری 2014). 